# Kulturåret 1763

## Händelser
- okänt datum – Den första offentliga konserten med glasharmonika framförs av Marianne Davies.

## Nya verk
- Ode öfver själens styrka av Gustaf Fredrik Gyllenborg

## Födda
- 14 februari – Johann Martin Usteri (död 1827), schweizisk tecknare och skald.
- 18 mars – Marie Christine Björn (död 1837), dansk ballerina.
- 22 juli – Johann Heinrich Ramberg, (död 1840), tysk målare.
- 12 december – Margareta Alströmer (död 1816), svensk konstnär och sångare.
- 2 september – Caroline Schelling, tysk författare, översättare och salongsvärd.
- okänt datum – Lorentz Svensson Sparrgren (död 1828), svensk målare.
- okänt datum – Franziska Stading (död 1836), sångare.
- okänt datum – Anna-Maria Zetterstrand (död 1844), svensk kalaskokerska och kokboksförfattare.
- okänt datum – Shen Fu (dödsår okänt), kinesisk författare.
- okänt datum – Lovisa Wadsten (död 1862), svensk målare och tapettryckare.

## Avlidna
- 12 februari – Pierre de Marivaux (född 1688), fransk författare.
- 12 augusti – Olof von Dalin (född 1708), svensk skald, prosaskriftställare och hävdatecknare.
- 3 maj – Gustaviana Schröder (född 1701), vokalist vid Hovkapellet.
- 29 juni – Hedvig Charlotta Nordenflycht (född 1718), svensk författare.
- 11 juli – Peter Forsskål (född 1732), svensk-finländsk naturforskare, orientalist och filosof.
- oktober – Anna Maria Garthwaite, brittisk textildesigner.
- 23 december – Abbé Prévost (född 1697), fransk författare.
- okänt datum – Cao Xueqin (född 1724), kinesisk författare.
- okänt datum – Jacob Henrik Mörk (född 1714 eller 1715), svensk romanförfattare och präst.